# Madame X (film 1916)

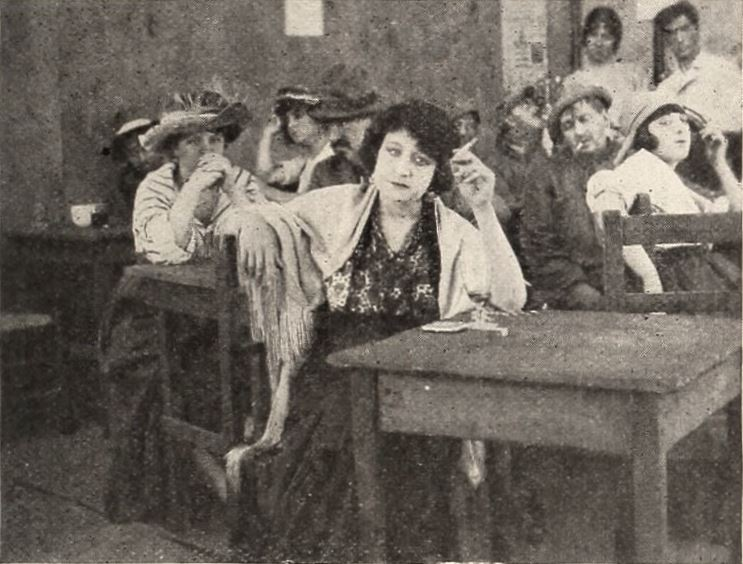

Madame X è un film muto del 1916 diretto da George F. Marion.

## Trama
Jacqueline Floriot viene lasciata dal marito. La donna allora comincia a viaggiare senza una meta precisa, vivendo nell'America del Sud e in Francia, riducendosi a diventare alcoolizzata e drogata. Dopo molti anni di assenza da Parigi, vi ritorna e si trova a far parte di una gang che progetta di usarla per ricattare il marito, che, abbandonandola, l'ha ridotta in quello stato. Temendo che il suo sordido passato venga svelato a suo figlio Raymond, che lei non vede da quando era bambino, uccide Laroque, il capo della banda. La donna viene arrestata. Cercando di non farsi riconoscere, si presenta al processo solo con il nome di Madame X, mentre suo figlio, avvocato, ne assume la difesa senza sapere che quella è sua madre. Ma Jacqueline viene riconosciuta dal marito e anche Raymond scoprirà la verità. Jacqueline, stroncata dall'emozione, muore tra le braccia del marito.

## Produzione
Prodotto da Henry W. Savage, per la sua compagnia di produzione, la Henry W. Savage Inc. La storia è tratta dal lavoro teatrale La Femme X.. (Parigi, 15 dicembre 1908) di Alexandre Bisson che fu adattato varie volte per lo schermo. Tra le varie versioni, Madame X (1920) diretto da Frank Lloyd, con Pauline Frederick; Madame X (1929), diretto da Lionel Barrymore con Ruth Chatterton e, in anni più recenti, Madame X (1966) con Lana Turner.

## Distribuzione
Il film uscì in sala il 14 gennaio 1916, distribuito dalla Pathé Exchange.